# Ocosingo
Ocosingo är en ort och kommun i delstaten Chiapas i Mexiko. Centralorten har cirka 45 000 invånare, med cirka 210 000 invånare i hela kommunen. Kommunen gränsar till Guatemala i öster.
Nära centralorten ligger flera förcolumbiska mayaruiner, bland andra Bonampak och Toniná.

## Orter
Kommunens folkrikaste orter 2013 var:
1. Ocosingo, 45 209 invånare
2. Nueva Palestina, 11 567 invånare
3. Frontera Corozal, 5 808 invånare
4. Tenango, 4 289 invånare
5. Abasolo, 3 200 invånare